# Madushika Beruwalage
Madushika Dilrukshi Beruwalage (* 10. August 1996 in Balapitiya) ist eine sri-lankische Badmintonspielerin. 

## Karriere
Madushika Beruwalage repräsentierte ihren nationalen Badmintonverband bei den Commonwealth Games 2014, wobei sie im Damendoppel und im Mixed am Start war. In beiden Disziplinen belegte sie Rang fünf. 2013 war sie bereits bei den Juniorenweltmeisterschaften und den Juniorenasienmeisterschaften am Start. 2014 startete sie des Weiteren bei den Sri Lanka International.